# 李孝恭

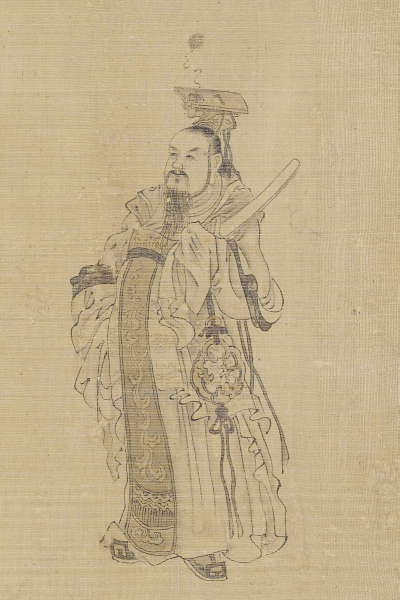
李孝恭

李孝恭（591年—640年），唐高祖李淵堂侄，唐初宗室名將，為凌煙閣二十四功臣之二。

## 生平
曾祖父李虎（第三子李昞即高祖之父，第七子李蔚即孝恭祖父），北周八柱國之一；祖父李蔚，北周朔州總管；父亲李安，隋領軍大將軍。李淵稱帝，拜李孝恭為左光祿大夫，不久改爲山南招尉大使，負責經略巴蜀，攻佔三十餘州，俘獲朱粲。武德二年，授信州總管，獻平定蕭銑的策略。武德三年，封赵郡王。武德四年（621年），任夔州總管，大造戰艦，練習水軍，李靖为副将，滅蕭銑，受封荊州大總管，成功招撫嶺南諸州。
武德六年（623年），杜伏威的部将辅公祏反唐，殺王雄诞，率部占湖州。次年（624年）李孝恭俘獲辅公祏於武康，江南平定，拜揚州大都督。其後長江以南均受其統領，因軍權過重受到猜忌，被召還，拜宗正卿。武德九年，赐实封一千二百户。貞觀初，任禮部尚書，以功封河間郡王，好游宴，晚年以歌舞美人自娛。
貞觀十四年（640年），暴病身亡，年五十岁。詔贈司空、揚州都督，陪葬獻陵，謚元，配享高祖廟庭。

## 家族

### 曾祖
- 李虎，八大柱国之一，唐国公。

### 祖父
- 李蔚，李虎第七子，北周朔州總管、相燕恒三州刺史、襄武县公。唐朝追赠为蔡烈王。

### 父亲
- 李安，字元德，隋右领军大将军、赵郡怀公。唐朝追赠为西平怀王。

### 兄弟姐妹
- 长兄：李琛，襄武郡王，武德三年（620年）薨。
- 弟弟：李瑊，济北郡王。卒于始州刺史。
- 弟弟：李瓌，武德元年（618年）封汉阳郡公，五年（622年）进爵为汉阳郡王。太宗即位，降爵为公。贞观四年（630年），拜宜州刺史，加散骑常侍。

### 王妃
- 窦大石，隋朝上柱国、左右武候左武卫大将军、洛州秦州二总管、陈国公窦荣定孙女，唐朝益州行台仆射、右光禄大夫、邓国公窦琎之女，生李崇义

### 子女
- 長子：李崇义，袭河間郡王，后降爵为谯国公，历任蒲、同二州刺史，益州大都督长史，甚有威名。后卒于宗正卿。
  - 孙：李尚旦，益州大都督参军，为酷吏所杀。
    - 曾孙：李仙鹤，汲郡司功
    - 曾孙：李仙芝，金坛令
    - 曾孙：李仙童，左千牛中郎将

  - 孙：李尚古，尚衣奉御
    - 曾孙：李頠，濛阳太守
      - 玄孙：李士倩，泗州别驾
      - 玄孙：李士则，将作监
        - 来孙：李少赞，潮州刺史[1]
          - 晜孙：李文质，淄州司法
          - 晜孙：李文冽，酇县主簿
          - 晜孙：李文简，沂州参军
          - 晜孙：李文贞

      - 玄孙：李士式，司农寺丞、余杭县令
        - 来孙：李少游，蕲春县尉

      - 玄孙：李士俭，太原府兵曹参军
      - 玄孙：李士明，洪州司马
      - 玄孙：李士斡，奉天县主簿

  - 孙：李尚道
    - 曾孙：李汪
      - 玄孙：李耸
        - 来孙：李鼎，朝散大夫、临晋县令、上柱国[2]
          - 晜孙：李公衍，晋阳尉
- 次子：李晦（《新唐书·宗室世系表》作李崇晦），永昌元年（689年）卒，追赠幽州都督。
  - 孙：李荣，李晦子，嗣吴王，为酷吏所杀。
- 三子：李崇真，官至岐州刺史。
  - 孙女：李氏，嫁昌明县令韦嘉宾。[3]

## 延伸阅读
[在维基数据编辑]
 《舊唐書·卷60》，出自刘昫《舊唐書》
 《新唐書·卷078》，出自《新唐書》
 在维基共享资源阅览影像